# 玛丽亚·埃尔托格骚乱
玛丽亚·埃尔托格骚乱（英語：Maria Hertogh Riots）于1950年12月11日至13日发生在新加坡，骚乱始于法院对于玛丽亚·埃尔托格抚养权的判决。法院判决穆斯林抚养的玛丽亚·埃尔托格应该归还给她的天主教徒亲生父母后，穆斯林群体由最初的抗议演变为骚乱。骚乱事件共造成18人死亡，173人受伤，多处房产遭到破坏。
玛丽亚·埃尔托格1937年3月24日出生于芝马墟的一个荷兰天主教家庭。她的父亲阿德里亚努斯·佩特鲁斯·埃尔托格（Adrianus Petrus Hertogh）于20世纪20年代作为荷兰皇家东印度群岛军队的一名中士来到爪哇。在20世纪30年代早期，他与阿德琳·亨特（Adeline Hunter）结婚，后者是一位在爪哇长大的苏格兰—爪哇混血欧亚人。玛丽亚于4月10日在芝马墟的圣伊格内修斯罗马天主教堂接受了牧师的洗礼。
第二次世界大战爆发时，阿德里亚努斯·埃尔托格作为荷兰军队的一名中士被日本帝国军队俘虏并被送往日本的战俘营，并在那里被关押至1945年。与此同时，阿德琳·埃尔托格与她的母亲诺尔·路易斯（Nor Louise）以及其他几个兄弟姐妹住在一起。1942年12月29日，埃尔托格夫人生下了她的第六个孩子，一个男孩。三天后，玛丽亚和阿米娜·宾特·莫哈末（Aminah binte Mohammad）住在一起，这位42岁的马来女子来自马来亚登嘉楼的甘马挽，也是诺尔·路易斯的密友。玛丽亚·埃尔托格被阿米娜收养后改名为娜德拉·宾特·马阿洛芙（Nadra binte Ma'arof），当时玛丽亚只有5岁。
1950年初，埃尔托格夫妇找到了玛丽亚并打算带她回荷兰，结果跟她的养父母为争夺抚养权而对簿公堂，法庭最终判决玛丽亚的抚养权归属亲生父母。1950年12月12日，阿德琳·埃尔托格乘坐飞机将玛丽亚带回荷兰贝亨奥普佐姆。
由于这起民事诉讼当事人的跨种族和跨宗教的身份背景，很快在社会上掀起轩然大波，演变成穆斯林对基督徒的抗争，最终殖民政府强力镇压才平息了这场骚乱。事件造成的死者中有7名欧洲裔人，2名警察，9名是平息暴乱时被军警开枪打死的暴徒。173人受伤，烧砸车119辆，烧毁大楼至少2幢。